# Rufina i Sekunda
Rufina i Sekunda (zm. 257) – męczennice rzymskie, święte Kościoła katolickiego.

## Życie
Wspominane są w Martyrologium Hieronimiańskim oraz we wczesnych itinerariach. Złożenie ich ciał lokalizowane jest przy Via Cornelia w Rzymie. William z Malmesbury (zm. 1143) zaznacza, że nad ich grobami wzniesiono kościół (w: William z Malmesbury).
Hagiografia
Według późnego Passio (po V w.) Rufina i Sekunda miały być siostrami zaręczonymi z dwoma młodymi Rzymianami. Gdy nawróciły się na chrześcijaństwo, złożyły śluby czystości.
Były to czasy prześladowania chrześcijan za panowania Waleriana (253-260) i Galiena (218-268). Na niewiasty zgłoszono donos do ówczesnego prefekta Juniusza Donata. Kobiety zostały stracone, a ich ciała pochowano w lasku, który potem nazwano Silva candida. Powstało tam później biskupstwo, które z czasem przyłączono do diecezji Porto. Stąd właśnie tytularna siedziba kardynałów di Porto e Santa Rufina.
Kult
Wspomnienie liturgiczne świętych Rufiny i Sekundy w Kościele katolickim obchodzone jest 10 lipca.